# Ваидас Славицкас
Ваидас Славицкас (Маријамполе, 26. фебруар 1986) је литвантски фудбалер који тренутно наступа за Судуву Маријамполе.

## Трофеји
Судува Маријамполе
- A лига Литваније: 2017, 2018
- Куп Литваније: 2006, 2009
- Суперкуп Литваније: 2009, 2018